# Ancourteville-sur-Héricourt

Ancourteville-sur-Héricourt este o comună în departamentul Seine-Maritime, Franța. În 1 ianuarie 2022 avea o populație de 353 de locuitori.